# Jebel Irhoud
Jebel Irhoud (în arabă جبل إيغود) este un sit arheologic situat la nord de localitatea cunoscută sub numele de Tlet Ighoud, la aproximativ 50 km sud-est de orașul Safi din Maroc. Se remarcă pentru fosilele de hominini care s-au găsit aici de la descoperirea sitului, în 1960. Considerate inițial fosile de Neanderthali, specimenele au fost reclasificate ca Homo sapiens și datate la o vechime de 315.000.

## Sit
Situl este rămășița unei peșteri umplute cu 8 metri de depozite din epoca Pleistocenului, situată pe partea de est a unui carstic de calcar la o altitudine de 562 metri. A fost descoperit în 1960, când zona era minată pentru extragerea baritinei. Un miner a descoperit un craniu în peretele peșterii și l-a predat unui inginer, care l-a păstrat ca suvenir o perioadă. În cele din urmă, a fost predat Universității din Rabat, care, în 1961, a organizat la site o expediție comună franco-marocană condusă de cercetătorul francez Émile Ennouchi.
Echipa lui Ennouchi a identificat rămășițele a aproximativ 30 de specii de mamifere, unele dintre ele fiind asociate cu Pleistocenul mijlociu, dar proveniența stratigrafică nu era cunoscută. O altă săpătură a fost realizată de Jacques Tixier și Roger de Bayle des Hermens în 1967 și 1969 când au fost identificate 22 de straturi în peșteră. Cele 13 straturi inferioare conțin semne de locuire umană, inclusiv o industrie clasificată drept Levallois Musterian.

## Rămășițe umane
Situl este remarcat în special pentru fosilele de hominini găsite acolo. Ennouchi a descoperit un craniu pe care l-a numit Irhoud 1 și în prezent este expus în Muzeul Arheologic Rabat. Anul următor, el a descoperit o parte a altui craniu, numit Irhoud 2, și, ulterior, a descoperit mandibula inferioară a unui copil, înregistrată ca Irhoud 3. Excavația lui Tixier a găsit 1.267 de obiecte înregistrate, inclusiv cranii, un humerus și un os de șold. Mai multe săpături au fost efectuate de cercetători americani în anii 1990 și de o echipă condusă de Jean-Jacques Hublin din 2004. Resturile de animale găsite la șantier au permis reconstrucția ecologiei antice a zonei. A fost cu totul diferită de cea actuală și a reprezentat probabil un mediu uscat, deschis și, posibil, de stepă, străbătută de ecvide, bovide, gazele, rinoceri și diverși prădători.

### Datare

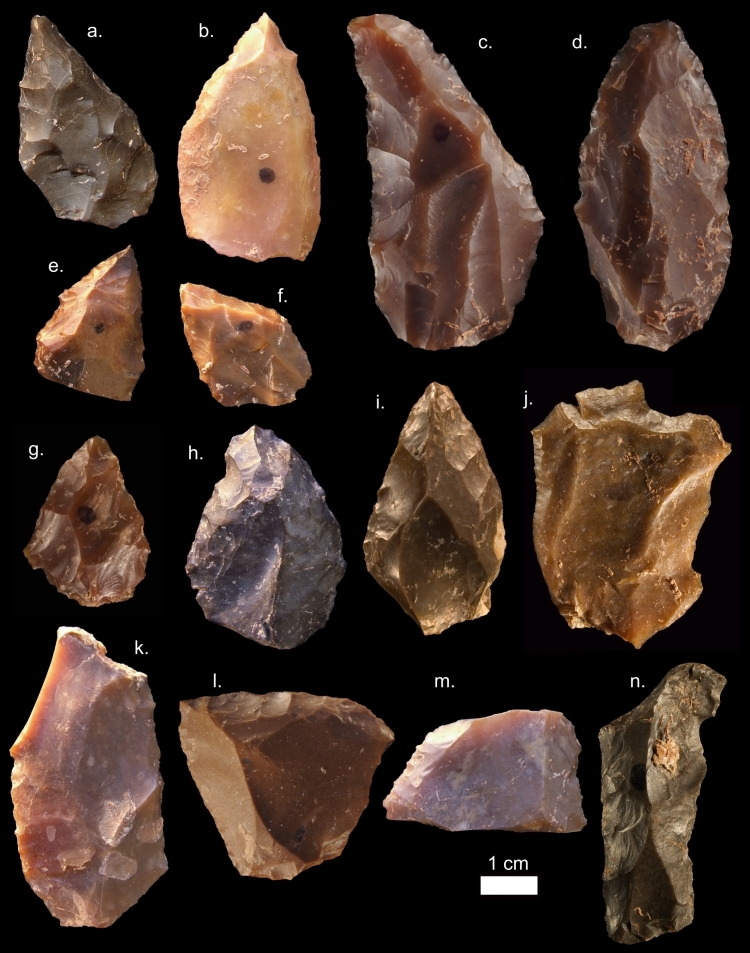
Unelte de piatră găsite la Jebel Irhoud

Inițial, descoperirile au fost interpretate ca Neanderthal, deoarece uneltele de piatră găsite cu ele erau asociate exclusiv cu neanderthalii. Fosilele prezentau, de asemenea, caracteristici arhaice care se credeau reprezentative pentru Neanderthali mai degrabă decât pentru Homo sapiens. S-a crezut că au o vechime în jur de 40.000 de ani, dar acest lucru a fost pus la îndoială de dovezile faunale care sugerează o dată din Pleistocenul mijlociu, în urmă cu aproximativ 160.000 de ani.
Fosilele au fost reevaluate ca reprezentând o formă arhaică de Homo sapiens sau poate o populație de Homo sapiens care s-a încrucișat cu Neanderthalii. Acest lucru a fost în concordanță cu ideea că cele mai vechi resturi cunoscute ale unui Homo sapiens idaltu, datate la aproximativ 195.000 de ani și găsit în Omo Kibish, Etiopia, indica o origine est-africană pentru oameni în urmă cu aproximativ 200.000 de ani.
Cu toate acestea, datările efectuate de Institutul Max Planck pentru Antropologie Evoluționară din Leipzig au relevat faptul că situl Jebel Irhoud era mult mai vechi decât se credea. Săpăturile proaspete efectuate în 2004 de echipa Hublin au dezvăluit peste 20 de oase noi din rămășițele a cel puțin cinci persoane și o serie de unelte din piatră. Descoperirile includeau o parte dintr-un craniu, o falcă, dinți și oase care proveneau de la trei adulți, un minor și un copil în vârstă de aproximativ șapte ani și jumătate. Oasele arătau similar cu cele ale oamenilor de azi, dar aveau maxilarele inferioare mult mai mari și craniul alungit. Acestea au caracteristici similare cu Craniul Florisbad datat la o vechime de 260.000 de ani găsit la celălalt capăt al continentului, în Florisbad, Africa de Sud, și care a fost atribuit lui Homo sapiens pe baza descoperirilor Jebel Irhoud.

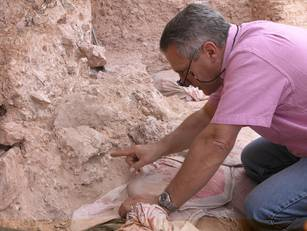
Jean-Jacques Hublin la Jebel Irhoud (Maroc), indicând craniul uman zdrobit (Irhoud 10) ale cărui orbite sunt vizibile lângă vârful degetului.

Uneltele au fost găsite alături de oase de gazelă și bucăți de cărbune, indicând prezența focului și, probabil, a gătitului în peșteră. Oasele de gazelă au prezentat semne caracteristice de măcelărie și gătit, cum ar fi tăieturi, crestături pentru extragerea măduvei și carbonizare. Unele unelte erau arse probabil din cauza focului care le-a cuprins după ce au fost aruncate. Acest lucru le-a permis cercetătorilor să folosească datarea termoluminiscență pentru a stabili când a avut loc arsura și a obține vechimea oaselor fosile, care au fost găsite în același strat de depozit. Uneltele arse au fost datate cu aproximativ 315.000 de ani în urmă, ceea ce indică faptul că fosilele au aproximativ aceeași vârstă. Această concluzie a fost confirmată prin recalcularea vârstei mandibulei Irhoud 3, care a produs o gamă de vârstă compatibilă cu cea a uneltelor, de la aproximativ 280.000 la 350.000 de ani.

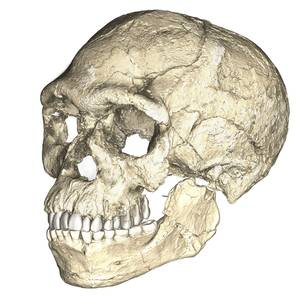
O reconstrucție compusă din cele mai cunoscute fosile Homo sapiens de la Jebel Irhoud, bazată pe scanări tomografice micro calculate ale mai multor fosile originale.

 Dacă datarea se menține, acestea ar putea fi cele mai vechi exemple cunoscute de  Homo sapiens.
Acest lucru sugerează că, în loc să apară în Africa de Est în urmă cu aproximativ 200.000 de ani, oamenii moderni ar fi putut fi deja prezenți pe întreaga lungime a Africii cu 100.000 de ani mai devreme. Potrivit autorului studiului, Jean-Jacques Hublin, „Ideea este că Homo sapiens timpurii s-au dispersat pe continent și au apărut elemente ale modernității umane în diferite locuri, și astfel diferite părți ale Africii au contribuit la apariția a ceea ce noi numim astăzi oameni moderni”. Oamenii timpurii ar fi putut să cuprindă o populație mare, înmulțită, dispersată în Africa, a cărei răspândire a fost facilitată de un climat mai umed care a creat o "Sahara verde", în urmă cu aproximativ 330.000-300.000 de ani. Dezvoltarea oamenilor moderni ar fi putut avea loc astfel la scară continentală, mai degrabă decât să se limiteze la un anumit colț al Africii.
Hublin și echipa sa au încercat să obțină un eșantion de ADN din aceste fosile, dar nu au reușit. Analiza genomică ar fi furnizat dovezi necesare care susțin concluzia că aceste fosile sunt reprezentative ale liniei principale care duce până la umanitatea modernă și că Homo sapiens s-a dispersat și s-a dezvoltat în toată Africa. Din cauza limitelor neclare dintre diferite specii ale genului Homo și a lipsei de dovezi genomice din aceste fosile, unii se îndoiesc de clasificarea acestor fosile ca Homo sapiens.

### Morfologie
Atunci când comparăm fosilele cu cele ale oamenilor moderni, diferența principală este forma alungită a craniului fosil. Potrivit cercetătorilor, acest lucru indică faptul că forma creierului și, eventual, funcțiile creierului, au evoluat în linia Homo sapiens și relativ recent. Modificările evolutive ale formei creierului sunt probabil asociate cu modificări genetice ale organizării, interconectării și dezvoltării creierului și pot reflecta modificări adaptative în modul în care funcționează creierul.
Astfel de schimbări ar fi putut determina creierul uman să devină mai rotund și două regiuni din spatele creierului să se extindă pe parcursul miilor de ani de evoluție. Indivizii Jebel Irhoud aveau, de asemenea, creste foarte groase pentru frunte și nu aveau prognatism. Gradul de dezvoltare al dinților este similar cu al copiilor europeni moderni de aceeași vârstă, dar rădăcinile dinților se dezvoltă mai repede decât la oamenii moderni (și mai lent decât la maimuțe și pentru unele dintre hominizii fosili). Coroanele dinților au durat mai mult timp pentru a se forma decât la oamenii moderni.